# Mistrzostwa Europy w Lekkoatletyce 1946 – bieg na 400 m mężczyzn

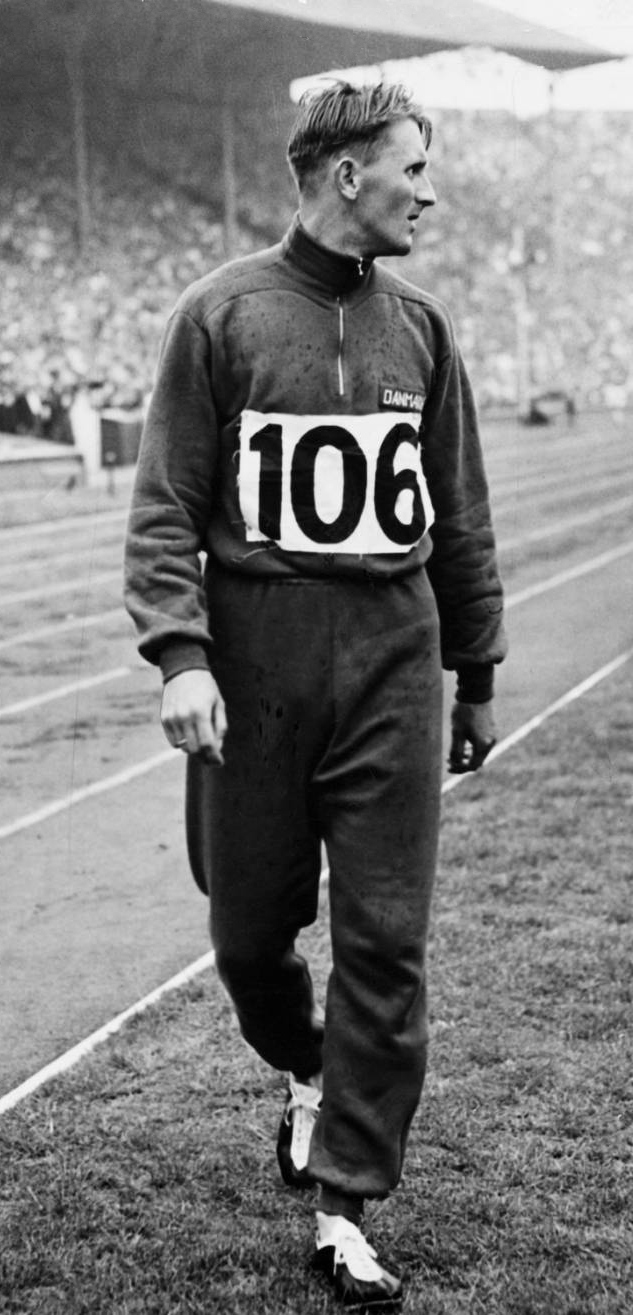
Niels Holst-Sørensen w 1946

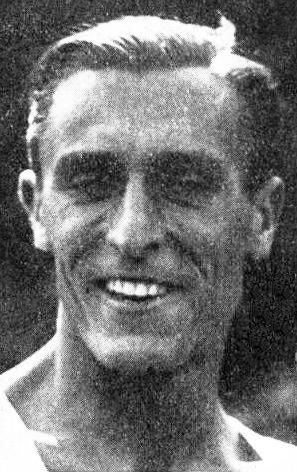
Jacques Lunis w 1946

Bieg na dystansie 400 metrów mężczyzn był jedną z konkurencji rozgrywanych podczas III Mistrzostw Europy w Oslo. Biegi eliminacyjne zostały rozegrane 22 sierpnia, a bieg finałowy 23 sierpnia 1946 roku. Zwycięzcą tej konkurencji został Duńczyk Niels Holst-Sørensen. W rywalizacji wzięło udział piętnastu zawodników z dwunastu reprezentacji.

## Rekordy
| Rekord świata     | Rudolf Harbig (GER)  | 46,0 | Frankfurt, Niemcy | 12.08.1939 |
| Rekord świata     | Grover Klemmer (USA) | 46,0 | Filadelfia, USA   | 29.06.1941 |
| Rekord Europy     | Rudolf Harbig (GER)  | 46,0 | Frankfurt, Niemcy | 12.08.1939 |
| Rekord mistrzostw | Godfrey Brown (GBR)  | 47,4 | Paryż, Francja    | 04.09.1938 |

## Wyniki

### Eliminacje
Bieg 1
| Miejsce | Zawodnik           | Czas | Uwagi |
| ------- | ------------------ | ---- | ----- |
| 1       | Jacques Lunis      | 48,6 | Q     |
| 2       | Derek Pugh         | 48,9 | Q     |
| 3       | Oskar Hardmeier    | 49,5 |       |
| 4       | Anton Blok         | 49,6 |       |
| 5       | Gunnar Bergsten    | 50,3 |       |
| 6       | Kjartan Jóhannsson | 50,7 | NR    |

Bieg 2
| Miejsce | Zawodnik             | Czas | Uwagi |
| ------- | -------------------- | ---- | ----- |
| 1       | Niels Holst-Sørensen | 48,2 | Q     |
| 2       | Bill Roberts         | 48,5 | Q     |
| 3       | Stig Lindgård        | 48,7 |       |
| 4       | Siergiej Komarow     | 48,8 |       |
| 5       | Adam Piaskowy        | 52,6 |       |

Bieg 3
| Miejsce | Zawodnik          | Czas | Uwagi |
| ------- | ----------------- | ---- | ----- |
| 1       | Herman Kunnen     | 48,9 | Q     |
| 2       | Sven-Erik Nolinge | 49,0 | Q     |
| 3       | Luigi Paterlini   | 49,1 |       |
| 4       | Leopold Láznička  | 50,4 |       |

### Finał
| Miejsce | Zawodnik             | Czas |
| ------- | -------------------- | ---- |
| 1       | Niels Holst-Sørensen | 47,9 |
| 2       | Jacques Lunis        | 48,3 |
| 3       | Derek Pugh           | 48,9 |
| 4       | Sven-Erik Nolinge    | 48,9 |
| 5       | Bill Roberts         | 49,5 |
| 6       | Herman Kunnen        | DNS  |